# عنصر (لغة ترميز النص الفائق)
العنصر (بالإنجليزية: Element) هو الجزء المؤلف من وسم الفتح، ووسم الإغلاق، وما يتوسطه من محتوى، ويسخدم لإضافة رابط تشعبي أو صور أو جدول أو استمارة ملئ البيانات في الموقع عبر لغة ترميز النص الفائق .

## نظرة عامة
لبناء جمل لغة ترميز النص الفائق, تكتب معظم الاوامر عن طريق وسوم بداية ووسوم نهاية والعنصر المستهدف يكون بين وسمي البداية والنهاية. ويتميز الوسم انه يكتب بين <الوسم> ويكون هكذا وسم بدايه ووسم النهاية يكون على الشكل </وسم> وتلاحظ انه أضيف اليه شرطة. مثلا :
```

<p> هذا نص فقرة... </p>
```

و هناك نوع اخر من الوسوم حيث انه ليس له وسم نهاية وهذا يستخدم مثلا ً لإنزال السطر مثل :
```
<br>
```

أو لأضافه سطر افقي مثل :
```
<hr>
```

و الوسوم بنوعيها الآنف ذكرهما تحتمل وجود الخصائص وتكون اضافه الخصائص كالتالي :

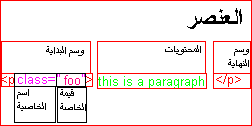
جزء يبين كيفية اضافه خاصيه إلى وسم:
- وسم البداية: <p... >
- الخاصية:
- اسم الخاصية: class
- قيمة الخاصية: foo
- المحتوى: This is a paragraph.
- وسم النهاية: </p>

```
 a <font color="red"> red </font> word.
```

و تكون النتيجة " a  red  word "
- وسم البداية: <p... >
  - الخاصية:
    - اسم الخاصية: class
    - قيمة الخاصية: foo
- المحتوى: This is a paragraph.
- وسم النهاية: </p>

### عناصر بناء الصفحة
تتكون صفحة اللغة ترميز النص الفائق من ثلاث وسوم رئيسيه وهي
- وسم الجذر وهو المتضمن لوسم الترويسه ووسم الجسم وسكونان بداخله.
- وسم الترويسه
- وسم الجسم

### وسم الجذر<html>....</html>
الوسم الجذر، وهو أهم وسم في أي مستند مكتوب بلغة لغة ترميز النص الفائق وكل الوسوم الأخرى تكون بداخله.و هذا الوسم يخبر نظام التشغيل ان هذا المستند هو مستند لغة ترميز النص الفائق
و من الخصائص التي من الممكن ان نضيفها إلى وسم الجذر هي :

#### خصائص وسم الجذر
| الخاصية | القيمة        | وصف                                                                                            |
| ------- | ------------- | ---------------------------------------------------------------------------------------------- |
| dir     | rtl ltr       | لتحديد اتجاه النص في مستند لغة ترميز النص الفائق من اليمين إلى اليسار أو من اليسار إلى اليمين. |
| lang    | language_code | لتحديد كود اللغة وتعتبر هذه الخاصية مهمة للمتصفحات القديمة التي لا تدعم اللغة العربية.         |

### وسم الترويسة<head>....</head>
وهو ترويسة المستند والمكان الذي توضع فيه معلومات عن المستند وتوضع فيه أيضاً أكواد خارجية للغات أخرى مثل جافا سكريبت أو فيجوال بيسك. وتذكر أن العناصر التي في الترويسة ما هي إلا خصائص وأكواد للمستند، أي أنها لا تظهر في مستند النتيجة أو في صفحة الوب.

#### وسوم يجب وضعها داخل وسم الترويسة

##### <title>
في بعض الأحيان نحتاج إلى تحديد عنوان المستند أو عنوان صفحة الوب الذي يظهر في أعلى المتصفح وهذه الخاصية لا يمكن ان توضع مخاصية مع وسم الترويسه، إنما توضع بوسم خاص بها وهو
 <title>This is my title</title>

##### <style>
هذا الوسم يستخدم لتحديد النمط للمستند ويستخدم أيضا لترتيب المظهر العام عن طريق وضع بعض الخصائص.
| الخاصية | القيمة                                                    | وصف                                                      |
| ------- | --------------------------------------------------------- | -------------------------------------------------------- |
| type    | text/css                                                  | يستخدم لتحديد نمط الاوراق المتتالية صفحات الطرز المتراصة |
| media   | screen tty tv projection handheld print braille aural all | يستخدم لاختيار الآلة التي ستعرض هذا المستند              |